# Synagoga w Brzegu Dolnym
Synagoga w Brzegu Dolnym – synagoga znajdująca się w Brzegu Dolnym, przy dzisiejszej ulicy Odrodzenia.
Synagoga została zbudowana w 1848 roku. W 1885 roku spłonęła, po czym została odbudowana. Czynna była do 1916 roku, kiedy to rozwiązano tutejszą gminę żydowską. W 1926 roku wrocławska gmina żydowska sprzedała budynek synagogi władzom miasta, które wkrótce przebudowały ją na potrzeby remizy strażackiej, m.in. poprzez umieszczenie dwóch garaży na parterze oraz budowę wieżyczki obserwacyjnej na dachu. Po zakończeniu II wojny światowej budynek synagogi ponownie został przebudowany. Do dziś służy on jako remiza Ochotniczej Straży Pożarnej.
Murowany z cegły budynek synagogi wzniesiono na planie prostokąta. Obecnie jest otynkowany. Po przebudowach jedyną pozostałością dawnego wystroju zewnętrznego są cztery sterczyny w narożach dachu. Całość jest nakryta dachem dwuspadowym.